# Berlinghiero Gessi
Berlinghiero Gessi (ur. 28 października 1563 w Bolonii, zm. 6 kwietnia 1639 w Rzymie) – włoski kardynał.

## Życiorys
Urodził się 28 października 1563 roku w Bolonii, jako syn Giulia Cesarego Gessiego i Valerii Segni. Studiował na Uniwersytecie Bolońskim, gdzie uzyskał doktorat utroque iure. Po studiach został audytorem Roty Rzymskiej, a następnie wykładowcą prawa na macierzystej uczelni. Pełnił funkcje wikariusza generalnego Benewentu i Bolonii, potem wrócił do Rzymu i został referendarzem Najwyższego Trybunału Sygnatury Apostolskiej i wicegerentem Rzymu. 13 listopada 1606 roku został wybrany biskupem Rimini, a sześć dni później przyjął sakrę. W latach 1607–1618 był nuncjuszem apostolskim w Wenecji. Około 1619 roku zrezygnował z zarządzania diecezją ze względu na stan zdrowia (cierpiał na podagrę). 19 stycznia 1626 roku został kreowany kardynałem prezbiterem i otrzymał kościół tytularny S. Augustini. W 1629 roku został prefektem Kongregacji ds. Kościelnych Immunitetów, a cztery lata później – prefektem Trybunału Sygnatury Sprawiedliwości. Zmarł 6 kwietnia 1639 roku w Rzymie.